# Bataille de Léchaion
Guerre de Corinthe
Batailles
- Haliarte
- Némée
- Cnide
- Coronée
- Léchaion

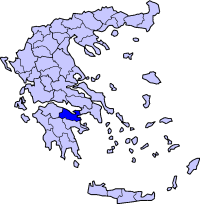
Grèce Corinthe

La bataille de Léchaion (ou bataille des Longs-Murs de Corinthe, Léchaion (Λέχαιον) étant le port relié à la ville de Corinthe par ces murs, comme Le Pirée à Athènes) oppose d'un côté les Spartiates du roi Agésilas, soutenant les exilés corinthiens, et d'un autre côté les Argiens, les peltastes du stratège athénien Iphicrate et les Corinthiens de la cité. Elle se déroule en 390 av. J.-C.
Elle se déroule en deux temps.

## Victoire des Athéniens
C'est l'épisode du désastre du bataillon d'Amyclées qui voit la victoire du général Iphicrate sur une mora (subdivision de la phalange) spartiate en 390 av. J.-C., l'année même où Agésilas s'empare du Peiraion de Corinthe.
Cet épisode se déroule sous les murs de Corinthe.
Une telle victoire marque une étape importante dans l'évolution de la tactique militaire en Grèce ancienne : un corps spécialisé de peltastes vainc à lui seul une phalange d’hoplites.

## Reprise de Léchaion par Agésilas
Agésilas, averti de la défaite, reprend Léchaion avec le gros de l'armée. Mais cela l'oblige à abandonner les autres places fortes qui sont reprises une à une par les Athéniens...
La bataille de Léchaion est donc indubitablement une victoire athénienne. Elle est pour Sparte la deuxième plus grande défaite après la bataille de Sphactérie (425). En effet, 250 Spartiates meurent ce jour-là.